# 136 (število)
136 (stó šéstintrídeset) je naravno število, za katero velja 136 = 135 + 1 = 137 - 1.

## V matematiki
- sestavljeno število
- trikotniško število {\displaystyle 136=16(16+1)/2\,\!}.
- delitelj Eddingtonovega števila.
- samoopisno število v štiriškem številskem sistemu, saj je njegov razvoj {\displaystyle 136=2020_{4}}: 2020 ima po dve števki 2 in 0, nima pa števk 1 in 3.

## Drugo

### Leta
- 136 pr. n. št.
- 136, 1136, 2136